# جيروم رومان
جيروم رومان (بالفرنسية: Jérôme Romain) هو عداء سريع فرنسي ودومينيكاوي، ولد في 12 يونيو 1971 في تجمع سان مارتين في فرنسا.

## وصلات خارجية
- جيروم رومان على موقع الاتحاد الدولي لألعاب القوى (الإنجليزية)
- جيروم رومان على موقع الاتحاد الفرنسي لألعاب القوى (الفرنسية)
- جيروم رومان على موقع أوليمبيديا (الإنجليزية)
- جيروم رومان على موقع اتحاد ألعاب الكومنولث (مؤرشف) (الإنجليزية)